# Dinastia pipínida
Os pipínidas ou arnúlfidas são os membros de uma família de nobres francos dos quais seletos descendentes serviram como prefeitos do palácio, governantes de facto dos reinos da Nêustria e da Austrásia que eram nominalmente governados pela dinastia merovíngia. O último dos pipínidas foi o pai de Carlos Magno, Pepino III (714–768) que se tornou prefeito do palácio em 741 com a morte de seu pai Carlos Martel e que subsequentemente se autoproclamou rei em 751. Após o governo de seu filho Carlos Magno, a dinastia passou a ser conhecida como carolíngia.